# Kidult
 (juillet 2025).
Pour les articles homonymes, voir The Kidults.
Kidult est un street artist français connu pour ses actions militantes contre la récupération du graffiti par les marques de mode et de luxe. Masqué et anonyme, il utilise ses tags comme un moyen de dénoncer la marchandisation de l'art urbain par les grandes enseignes.

## Biographie
Kidult reste très discret sur son identité et son parcours personnel. Il se présente comme un activiste du graffiti, considérant cet art comme un acte de rébellion plutôt qu'un produit commercialisable.

## Actions et engagements
Kidult s'est fait connaître par ses interventions choc dans les grandes capitales du monde, notamment à New York, Paris, Tokyo et Bruxelles. Il cible principalement les boutiques de marques de luxe qui, selon lui, exploitent l'esthétique du graffiti à des fins commerciales.

### Vandalisme

#### 2011: Louis-Vuitton, Agnès B. et Kenzo
En 2011, il s'en prend à la boutique Louis Vuitton du quartier de Saint-Germain-des-Prés à Paris en utilisant un extincteur rempli de peinture rose pour taguer un immense Yes sur la devanture,,. La même année, il tague deux boutiques parisiennes de la marque Agnès B,.
Toujours en 2011, Kidult cible la boutique Kenzo à Paris en réaction à la campagne publicitaire du parfum Flower Tag qui, selon lui, la marque s'approprie la culture graffiti. Il tague ironiquement le mot TAG sur la vitrine du magasin, dénonçant ainsi l'inspiration abusive des marques de luxe dans le street-art.

#### 2012: Maison Margiela et Marc Jacobs
En 2012, il réalise un tag de grande ampleur sur la vitrine de la boutique Maison Martin Margiela à Bruxelles, inscrivant en rose et noir Love accompagné de l'épitaphe Our Misery, not Yours (Notre misère, pas la vôtre). L'objectif de cette action est de dénoncer la récupération culturelle du street-art par l'industrie du luxe.
Parmi ses faits d'armes les plus connus, on compte le tag sur la vitrine de Marc Jacobs à New York. En réaction, le designer commercialise un t-shirt reprenant le tag original au prix de 689 dollars, tournant ainsi l'incident à son avantage. Kidult répond alors en créant un t-shirt similaire avec l'inscription Not Art by Kidult vendu à 6,89 dollars,.

#### 2015: Atelier de production et de création
En 2015, il s'attaque à la boutique parisienne A.P.C. en taggant "Niggas" en réaction à une collection controversée du créateur Jean Touitou intitulée Last Ni**@s In Paris,,.

#### 2016: Boutique éphémère de Kanye West
En juin 2016, Kidult s'attaque à la boutique éphémère de Kanye West située rue de Richelieu à Paris. En pleine fashion week, il inscrit en grandes lettres orange Real Slaves (« Vrais esclaves ») sur la devanture du magasin, en référence à la chanson du rappeur intitulée New Slaves. Par cette action, il dénonce l'appropriation de la culture street par l'industrie de la mode et critique l'hyperconsommation. Kanye West réagit avec détachement, retweetant la photo du magasin tagué avec la légende « tellement bon! ».

#### 2017: Flagship store de Philippe Plein
En décembre 2017, il s'attaque à la vitrine du flagship store Philipp Plein rue de Rivoli à Paris. Il inscrit le slogan $ is the new religion accompagné du personnage Monopoly urinant des symboles de dollars peints en vert fluo. Cette action répond à la collaboration entre la marque et le graffeur Alec Monopoly. Philipp Plein réagit en détournant l'incident, publiant une photo sur Instagram en remerciant le "Paris Graffiti Gang" pour "la vitrine la plus cool",.

#### 2019: Balenciaga
En décembre 2019, il cible la boutique Balenciaga située rue Saint-Honoré à Paris. Il réalise un graffiti à l'extincteur sur les vitrines de la boutique en inscrivant le mot Crisis en noir, complétant le mot Merry déjà présent, formant ainsi l'expression détournée Merry Crisis en référence à « Merry Christmas ». Par cette action, il souhaite dénoncer la crise économique et climatique, ainsi que l'appropriation du street-art par la marque. Balenciaga n'a pas commenté cet incident, tandis que Kidult a accompagné son post Instagram du message : « More lucidity and Humanity. Less Hypocrisy and Ignorance » (« Plus de lucidité et d'humanité. Moins d'hypocrisie et d'ignorance »).

## Style et réception
Le travail de Kidult est reçu de manière contrastée, certains le considèrent comme un artiste engagé qui remet en question l'hégémonie des marques sur l'espace urbain, tandis que d'autres le voient comme un simple vandale cherchant à se faire un nom. Ses actions suscitent des débats passionnés sur la place du graffiti dans l'art contemporain et son exploitation par l'industrie.